# Фабрика товарищества нижегородской льнопрядильной мануфактуры
Фабрика товарищества нижегородской льнопрядильной мануфактуры — архитектурный ансамбль в Нижнем Новгороде. Построен в 1898—1910 годах.

## История
Территория, на которой была построена фабрика, известна под историческим названием Молитовка. Освоение территории относится к XV—XVI векам. В XVIII—XIX веках Молитовка относилась к Балахнинскому уезду, большая часть земли была слабо заселена, либо отдана под пашни. Среди поселений значились село Молитовка и поселения Борзовка и Кавказ. Самое крупное поселение Молитовка в начале XVII века принадлежало дворянину Соловцеву. В конце века в селе насчитывалось 52 двора и 327 душ жителей. Основными занятиями были земледелие, промыслы и кирпичное производство.
Активное формирование промышленного поселения на данной территории относится ко второй половине XIX века. В 1898 году крупные нижегородские купцы Н. Бугров, Я. и М. Башкировы и Блиновы выстроили здесь льнопрядильную ткацкую мануфактуру. Возле фабрики сформировался рабочий посёлок с улицами: Прядильная, Ткацкая, Мотальный переулок. Корпуса товарищества нижегородской льнопрядильной мануфактуры строились из красного кирпича по типу английских фабрик. Предприятие должно было обеспечивать нужды мукомольной отрасли и производить: льняную пряжу, ткань (мешковину, брезент), мешки и так далее. При открытии на фабрике было занято 39 человек, но же к 1901 году трудились 1322 работника. В краеведческой литературе сохранилось народное прозвище «Дунькина фабрика», поскольку большую часть рабочих составляли женщины, широко использовался и детский труд.
Среди выстроенных зданий комплекса значились: заводская контора, производственный корпус, два общежития, здания складов, школа и контора с квартирами для служащих.
В 1900, 1905 и 1911 годах на Молитовской фабрике проходили крупные стачки рабочих. В августе 1911 года производство было остановлено, а предприятие признано убыточным. С началом Первой мировой войны в 1914 году была выгодно продана и переориентирована под госпиталь. В 1915 году выкуплена Льняным, стекольно-лесным торговым и промышленным товариществом и с успехом переориентирована на поставки в армию.
В советский период предприятие было экспроприировано государством. В 1922 году фабрика переименована в «Красный Октябрь». При ней были построены: Дворец культуры им. Луначарского, стадион, родильный дом, электростанция, жильё для рабочих, организован парк. В этот период территория вокруг предприятия была промышленной окраиной Нижнего Новгорода, а уже в 1935 году был образован Ленинский район и она вошла в состав города.
В современный период Горьковский льнокомбинат «Красный Октябрь» был преобразован в акционерное общество «Техноткань», в 2005 году признанный банкротом и ликвидированный. В настоящее время комплекс реконструирован в бизнес-центр «Бугров Бизнес Банк». В 1999 году комплекс был признан выявленным объектом культурного наследия, однако в 2007 году приказом Управления государственной охраны объектов культурного наследия Нижегородской области производственный корпус и склады были исключены из реестра ОКН с непредусмотренной законом формулировкой «в связи с развитием застроенных территорий».

## Постройки комплекса
Постройки комплекса включают сохранившиеся здания и сооружения:
- Заводская контора (пер. Мотальный, 8, к. 2)

Построена в 1898—1899 годах. Исторический ценный градоформирующий объект.
- Производственный корпус (пер. Мотальный, 8)

Построен в 1898—1899 годах. Исторический ценный градоформирующий объект.
- Общежитие (ул. Делегатская, 101)

Построено в 1898 году. Исторически ценный градоформирующий объект. На данный момент — жилой дом с Центром упаковки.
- Общежитие (ул. Трамвайная, 79)

В настоящий момент православная гимназия. Исторически ценный градоформирующий объект.
- Здание складов (пер. Мотальный 10)

Построено в 1898—1899 годах. Объект культурного наследия регионального значения.
- Здание школы (ул. Даргомыжского, 11а)

Построено в 1909—1910 годах по проекту архитектора Н. М. Вешнякова в стиле модерн. Объект культурного наследия регионального значения.
- Контора с квартирами для служащих (пер. Мотальный, 6)

Построена в 1898—1899 годах. Объект культурного наследия регионального значения.
Также на территории фабрики и в прилегающих кварталах сохранились:
- Небольшой сквер со старым фонтаном

- Фоновая историческая застройка по Трамвайному переулку, состоящая из каменных и деревянных типовых домов (лучший образец — деревянный одноэтажный дом № 102 по ул. Делегатской)

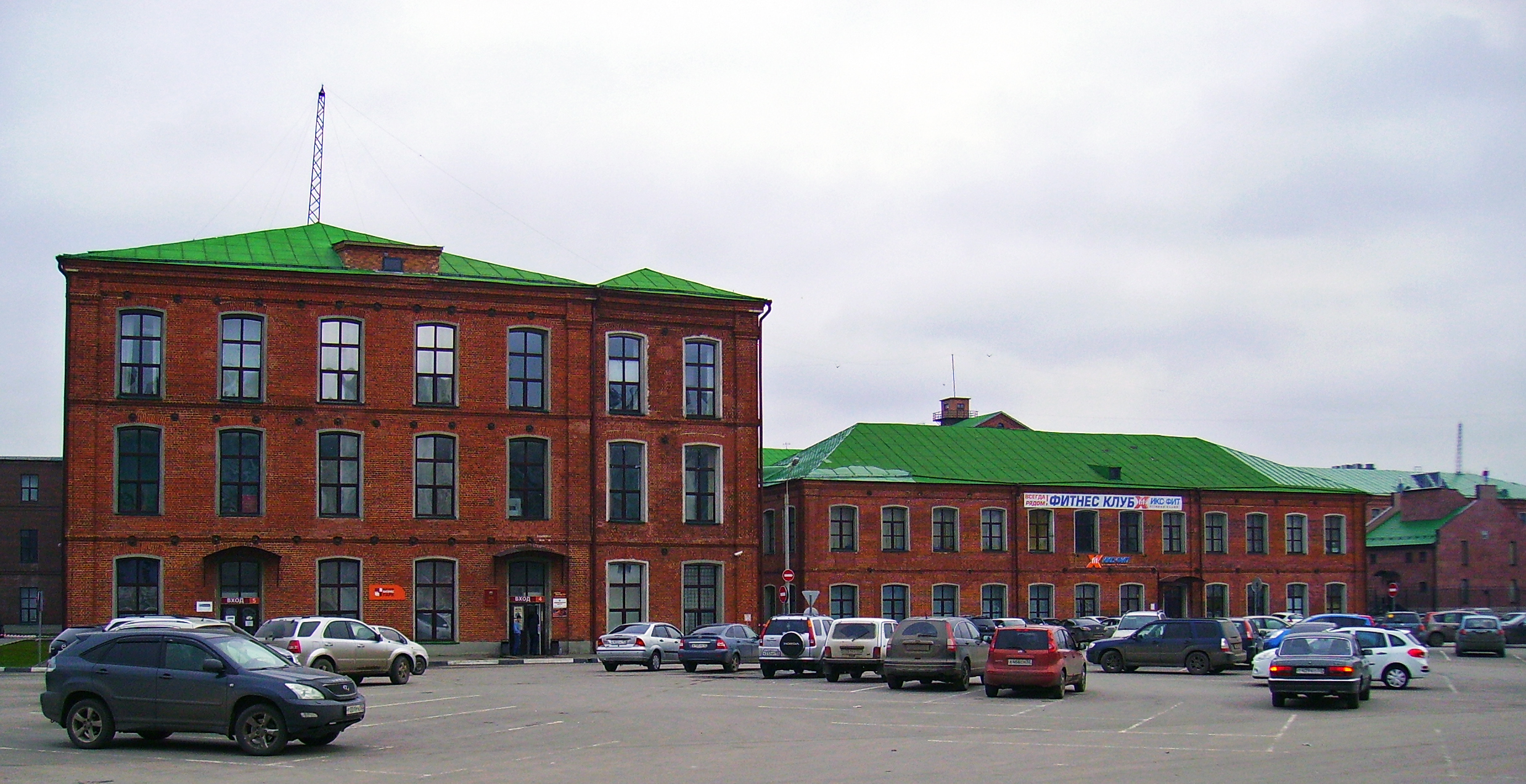
Слева — производственный корпус; справа — двухэтажное здание заводской конторы.
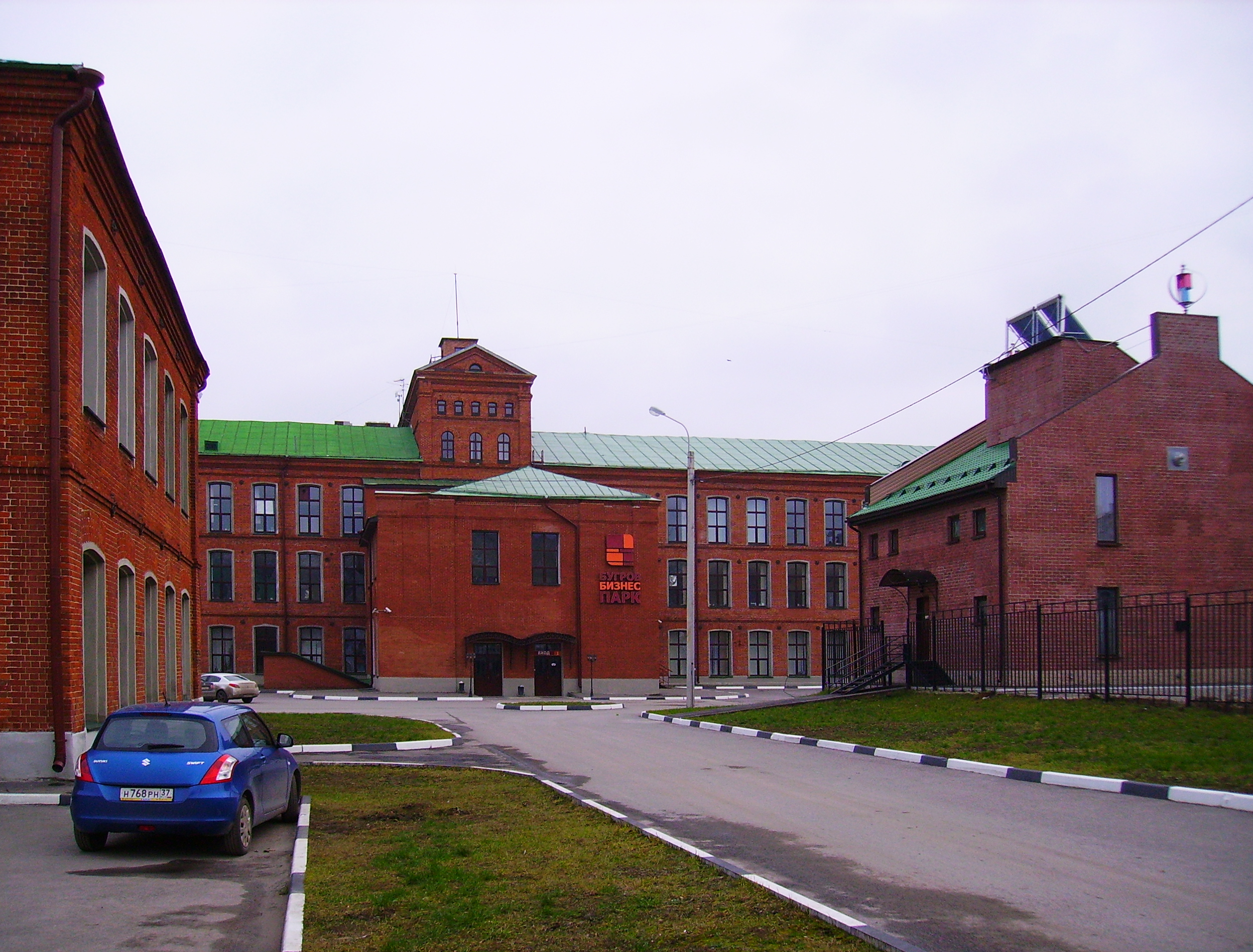
Производственный корпус со двора; справа — старое здание котельной (снесено уже после реконструкции).
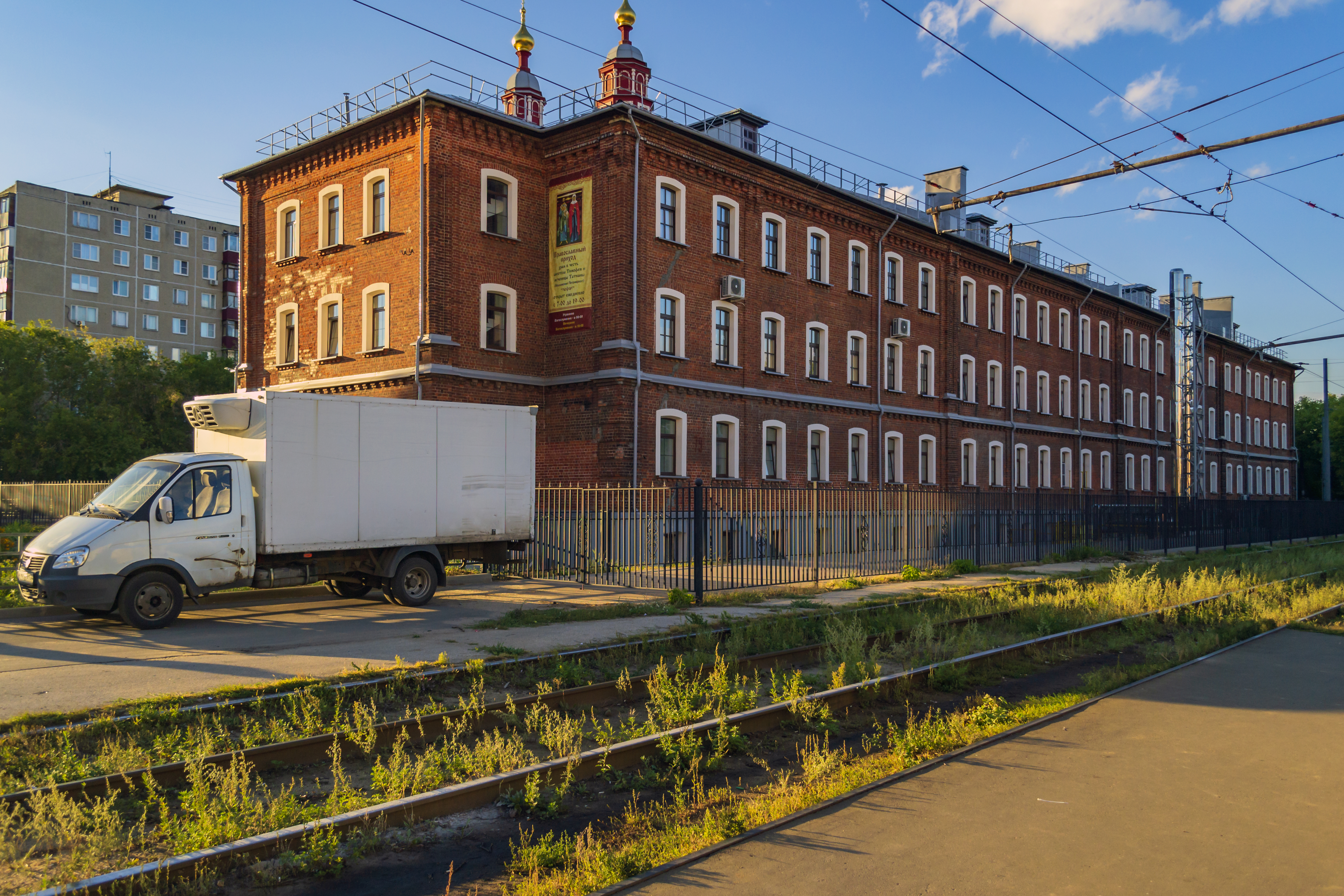
Бывшее общежитие (ул. Трамвайная, 79).
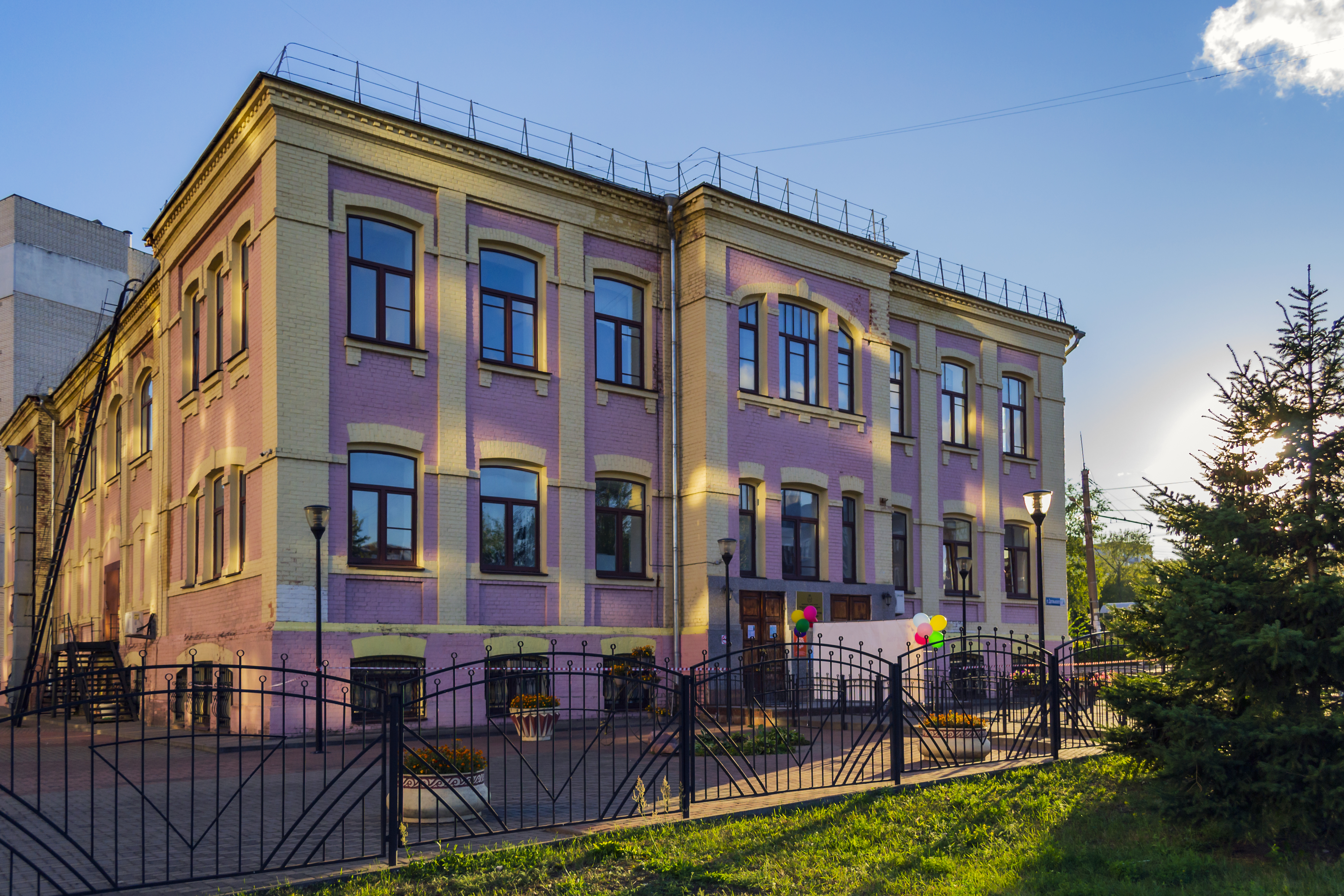
Здание школы в стиле модерн (арх. Н. М. Вешняков).
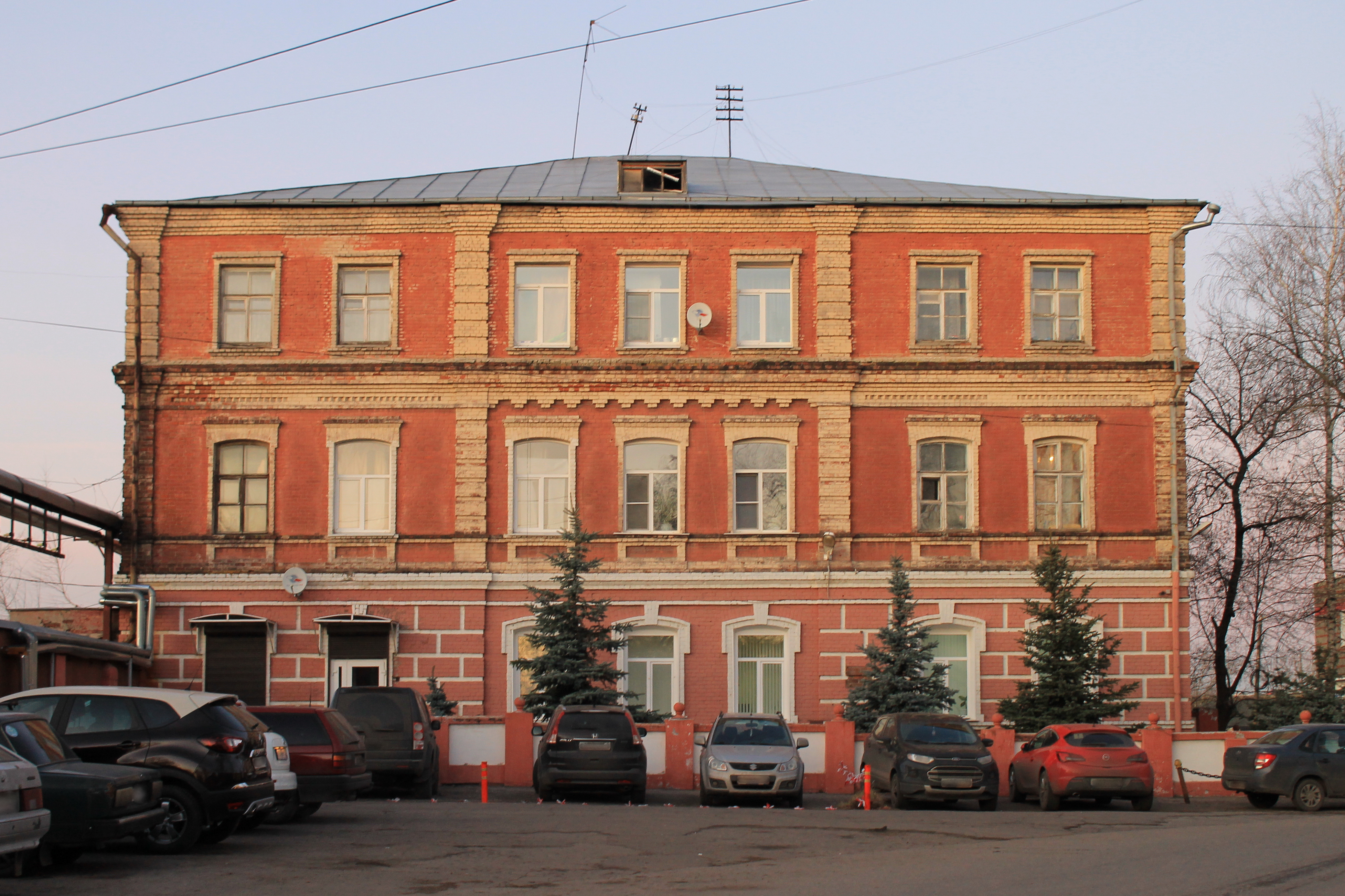
Контора с квартирами для служащих.
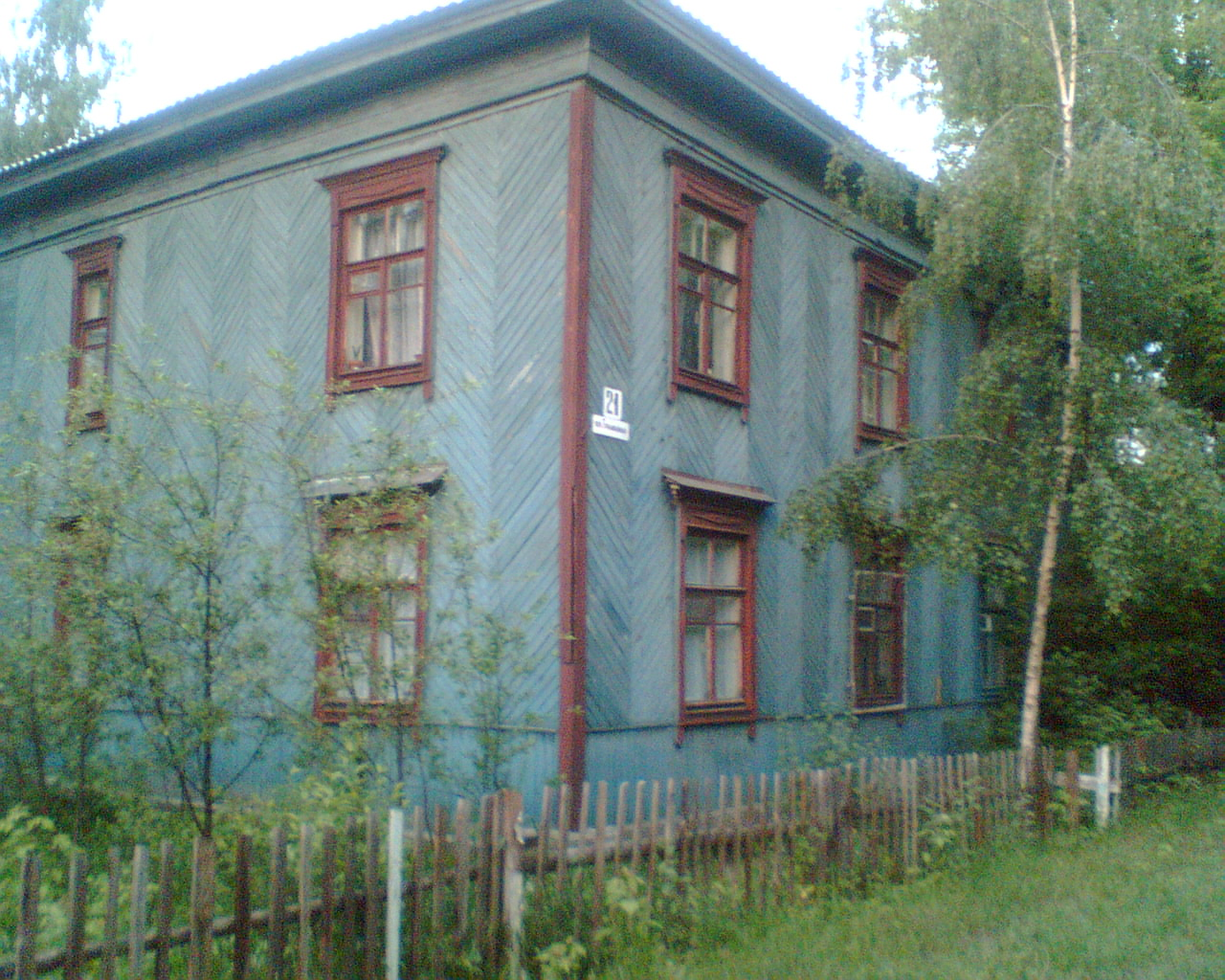
Типовой деревянный дом для рабочих по Трамвайному переулку.